# Caesalpinia pumilio
Caesalpinia pumilio är en ärtväxtart som beskrevs av August Heinrich Rudolf Grisebach. Caesalpinia pumilio ingår i släktet Caesalpinia och familjen ärtväxter.

## Underarter
Arten delas in i följande underarter:
- C. p. pumilio
- C. p. riojana